# Charlie Brown
Charles "Charlie" Brown is het hoofdpersonage uit de Amerikaanse stripreeks Peanuts van Charles M. Schulz.
Charles M Schulz bedacht de naam Charlie Brown reeds in zijn vorige stripserie, Li'l Folks. Hierin werd de naam gebruikt voor drie verschillende personages.
Charlie deed al vanaf het eerste stripje mee en al direct in het eerste stripje was hij het onderwerp van de grap.

## Personage
Charlie Brown staat bekend als een lieve kneus, een kind behept met een eindeloze wil tot vaststellingen en hoop tegen beter weten in, die steeds weer wordt gedomineerd door zijn naasten, maar last heeft van zijn tekortkomingen en door zijn vriendenclubje wordt misbruikt en geplaagd. Deze eigenschappen zijn goed zichtbaar bij zijn baseballteam: Charlie Brown is de manager van het team en de pitcher (werper), maar het team verliest altijd (hun record is 2–930 en de twee overwinningen kwamen slechts tot stand toen de tegenstanders ziek waren).
Hoe dan ook, het moet gezegd worden, dat het team won toen Linus werper was tijdens Charlie Browns afwezigheid.
Charlie Brown is altijd gedoemd werper te zijn. Hij laat vaak uitzonderlijke worpen zien waarbij hij van zijn werpplaats valt of waarbij zijn shirt uitvliegt. Het team zelf is armzalig, met alleen Charlie Browns hond Snoopy altijd bij de tijd en slim; hoewel, de meeste gebeurtenissen, wanneer zijn team won, plaatsvonden als Charlie Brown niet speelde. Desondanks hielp Charlie Brown bij twee gelegenheden het team winnen met een homerun (De pitcher van het andere team gaf toe dat ze hem de homeruns toestond, want zij vond hem grappig terwijl hij op de werpplaat stond). Bij een andere vreemd geval was hij succesvol doordat, door de een of ander merkwaardige omstandigheid bij een bowlingcompetitie zijn achternaam verkeerd was geschreven en hij daardoor won.
Charlie Brown mag ook graag vliegeren, maar een running gag is dat zijn vlieger altijd neerkomt in een "Kite-Eating Tree" of te maken krijgt met ergere landingen. Eens in 1958, kreeg hij zijn vlieger omhoog, voordat die spontaan in de lucht uit elkaar viel. Hoewel, in de strip van 13 juli 1961 kreeg Charlie Brown zijn vlieger niet alleen in de lucht, maar de vlieger vloog zo hoog dat hij Lucy moest vragen er een extra eindje vliegertouw aan vast te knopen. De grap is dat Lucy dit doet met een zwaar touw en de vlieger in een grote boog naar beneden komt over vier plaatjes van de strip. Een andere episode laat zien dat Charlie Brown eens probeert zijn vlieger in de winter op te laten – en dat hij dan bevriest in de lucht.
Aanvankelijk was Charlie Brown een stuk assertiever en speelser dan in latere strips. Zo haalde hij zelf ook geregeld grappen uit met de andere personages. Tevens had hij in sommige strips een relatie met Patty en Violet. Ook heeft hij een oogje op een onzichtbaar personage dat in de strip enkel bekendstaat als “het meisje met de rode haren”.